# 20461 Dioretsa
20461 Dioretsa eller 1999 LD31 är en damokloid, en asteroid med en mycket avvikande omloppsbana. Den upptäcktes 8 juni 1999 av Lincoln Laboratory Near Earth Asteroid Research Team i Socorro, New Mexico. Som den första namngivna asteroiden med en retrograd rörelse fick den namnet Dioretsa, vilket är asteroid skrivet baklänges.

## Omloppsbanan
Dioretsa har sitt perihelium mitt i asteroidbältet och sitt  aphelium 10 AU utanför Neptunus. Dessutom är banlutningen 160°, vilket innebär att asteroiden rör sig i motsatt riktning mot de flesta andra asteroider. Denna typ av omloppsbana är mer typisk för kometer än asteroider. Man tror därför att damokloiderna är gamla kometer som inte längre visar upp någon coma eller svans.